# Abraham Shneior
Abraham Shneior, en hébreu : אברהם שניאור, né le 9 décembre 1928, en Palestine et décédé le 24 février 1998, est un ancien joueur israélien de basket-ball.